# Mickey Mantle
Mickey Charles Mantle (20 de outubro de 1931 – 13 de agosto de 1995) foi um jogador americano de beisebol que pertence ao salão da fama do beisebol desde 1974. 
Durante os 18 anos em que atuou nas Major Leagues, Mantle jogou no New York Yankees, onde foi nomeado 3 vezes MVP e jogou em 16 Jogo das Estrelas. Mantle tem no seu currículo 12 títulos de campeão da Liga Americana e de 7 World Series. Ele ainda detém vários recordes em World Series como o de Home runs com 18, RBIs com 40, corridas impulsionadas com 42, walks com 43, rebatidas multi-base com 26 e de chegada a bases com 123. Ele também tem o maior número de walk-off home runs nas Major Leagues com 13, sendo 12 em temporada regular e 1 na pós-temporada.

## Honras
Prêmios
- 16× selecionado All-Star (1952, 1953, 1954, 1955, 1956, 1957, 1958, 1959, 1960, 1961, 1962, 1963, 1964, 1965, 1967, 1968);
- 7× Campeão de World Series (1951, 1952, 1953, 1956, 1958, 1961, 1962);
- Vencedor do prêmio Luva de Ouro (1962);
- 3× LA MVP (1956, 1957, 1962);
- 1956 Tríplice Coroa;
- 1965 Prêmio Hutch;
- Camisa aposentada pelo New York Yankees (#7);
- Time do século da Major League Baseball;